# 2003-as Formula–1 brit nagydíj
A 2003-as Formula–1 világbajnokság tizenegyedik futama a brit nagydíj volt.
Barrichello indult a pole-ból, de a rajt után már Trulli vezetett,  Räikkönen pedig feljött a 2. helyre. Néhány kör elteltével Barrichello ismét az élre állhatott.
A 12. körben egy néző szaladt a pályára, a kezében egy „Olvassátok a bibliát” feliratú papírral. A világ döbbenten figyelte, hogyan igyekeznek kikerülni a 200 km/h-val haladó versenyzők a mezőnnyel szemben, az ideális íven szaladó férfit. Ráadásul a kanyarból kijövet váratlanul is érte őket.
Beküldték a biztonsági autót, ezt kihasználva mindenki kijött a boxba. Mivel a Toyoták már korábban kiálltak, Da Matta könnyedén átvehette a vezetést. Ekkor fordult elő először, hogy a Toyota csapat valamelyik versenyzője vezető helyen állt F–1-es futamon. Őt Räikkönen, Panis és Barrichello követte. Montoya a nagy keveredés közepette hátracsúszott a 13., M. Schumacher pedig a 15. helyre.
Miután a Toyoták kénytelenek voltak kijönni üzemanyagért, Räikkonen állhatott az élre, Barrichellóval a nyomában. Végül a brazil versenyző másodszor is megelőzte Räikkönent, aki még a 2. helyet sem tudta megtartani a felzárkózó Montoyával szemben.

Barrichello pályafutása 6. győzelmét gyűjthette be.

## Futam
| Helyezés | Rajtszám | Versenyző             | Csapat/Motor     | Futott kör | Idő/Kiesés oka | Rajthely | Pont |
| -------- | -------- | --------------------- | ---------------- | ---------- | -------------- | -------- | ---- |
| 1        | 2        | Rubens Barrichello    | Ferrari          | 60         | 1h28:37.554    | 1        | 10   |
| 2        | 3        | Juan Pablo Montoya    | Williams-BMW     | 60         | + 5.462        | 7        | 8    |
| 3        | 6        | Kimi Räikkönen        | McLaren-Mercedes | 60         | + 10.656       | 3        | 6    |
| 4        | 1        | Michael Schumacher    | Ferrari          | 60         | + 25.648       | 5        | 5    |
| 5        | 5        | David Coulthard       | McLaren-Mercedes | 60         | + 36.827       | 12       | 4    |
| 6        | 7        | Jarno Trulli          | Renault          | 60         | + 43.067       | 2        | 3    |
| 7        | 21       | Cristiano da Matta    | Toyota           | 60         | + 45.085       | 6        | 2    |
| 8        | 17       | Jenson Button         | BAR-Honda        | 60         | + 45.478       | 20       | 1    |
| 9        | 4        | Ralf Schumacher       | Williams-BMW     | 60         | + 58.032       | 4        |      |
| 10       | 16       | Jacques Villeneuve    | BAR-Honda        | 60         | + 1:03.569     | 9        |      |
| 11       | 20       | Olivier Panis         | Toyota           | 60         | + 1:05.207     | 13       |      |
| 12       | 10       | Heinz-Harald Frentzen | Sauber-Petronas  | 60         | + 1:05.564     | 14       |      |
| 13       | 12       | Ralph Firman          | Jordan-Ford      | 59         | + 1 kör        | 17       |      |
| 14       | 14       | Mark Webber           | Jaguar-Cosworth  | 59         | + 1 kör        | 11       |      |
| 15       | 19       | Jos Verstappen        | Minardi-Cosworth | 58         | + 2 kör        | 19       |      |
| 16       | 18       | Justin Wilson         | Minardi-Cosworth | 58         | + 2 kör        | 18       |      |
| 17       | 9        | Nick Heidfeld         | Sauber-Petronas  | 58         | + 2 kör        | 16       |      |
| Ki       | 8        | Fernando Alonso       | Renault          | 52         | Váltóhiba      | 8        |      |
| Ki       | 11       | Giancarlo Fisichella  | Jordan-Ford      | 44         | Felfüggesztés  | 15       |      |
| Ki       | 15       | Antônio Pizzonia      | Jaguar-Cosworth  | 32         | Motorhiba      | 10       |      |

## A világbajnokság élmezőnyének állása a verseny után
| H  | Versenyzők         | Pont | H  | Konstruktőrök    | Pont |
| -- | ------------------ | ---- | -- | ---------------- | ---- |
| 1. | Michael Schumacher | 69   | 1. | Ferrari          | 119  |
| 2. | Kimi Räikkönen     | 62   | 2. | Williams-BMW     | 108  |
| 3. | Juan Pablo Montoya | 55   | 3. | McLaren-Mercedes | 95   |
| 4. | Ralf Schumacher    | 53   | 4. | Renault          | 55   |
| 5. | Rubens Barrichello | 49   | 5. | BAR-Honda        | 13   |

## Statisztikák
Vezető helyen:
- Jarno Trulli: 12 (1-12)
- Cristiano da Matta: 17 (13-29)
- Kimi Räikkönen: 8 (30-35 / 40-41)
- Rubens Barrichello: 23 (36-39 / 42-60)

Rubens Barrichello 6. győzelme, 7. pole-pozíciója, 11. leggyorsabb köre, 1. mesterhármasa (gy, pp, lk)
- Ferrari 164. győzelme.